# Screeching Weasel
A Screeching Weasel egy amerikai (Illinois, Chicago) punkegyüttes volt. Ben Weasel és John Jughead alapította 1986-ban. Az együttes az 1990-es években emelkedett ki, mikor az East-Bay-i kiadóhoz a Lookout! Recordshoz szerződött. Weasel és Jughead után, akik az együttes teljes története alatt tagok voltak, kiemelkedő volt még a gitáros, basszusgitáros Danny Vapid és a dobos Dan Panic. Megalakulásuk óta azonban az együttes sok tagcserén ment keresztül, voltak olyan idők, amikor olyan jelentős zenészek játszottak benne, mint Mike Dirnt és Mass Giorgini.

## Történet

### Korai évek (1986-1989)
1986-ban, egy Ramones-koncert után a chicagói Ben Foster és John Pierson úgy döntött, együttest alapít. Foster (aki basszusgitározott és énekelt) átkeresztelte magát Ben Weaselre, Pierson (aki gitározott) pedig John Jugheadnek nevezte magát. A duóhoz hamarosan csatlakozott egy Steve Cheese nevű dobos.
Az együttes eredeti neve All-Night Garage Sale, de később megváltoztatták Screeching Weasel-re, ez a Screaming Otter név variációja, amelyet egy barátjuk javasolt (utalás egy pólófeliratra: VISÍTÓ VIDRA VAN A NADRÁGOMBAN!). Nem sokkal megalakulásuk után Ben Weasel úgy döntött, hogy túl nehéz basszusgitározni és énekelni egyszerre, ekkor csatlakozott hozzájuk Vinnie Bovine (más néven: Vince Vigel), aki basszusgitározott. Az első albumukat a Screeching Weaselt egy este alatt vették fel 200$-ból és egy chicagói kiadó, az Underdog Records adta ki 1987-ben.
1988-ban Vinnie Bovine-t kirúgták és Warren Fischerrel, ismertebb nevén Fishsel helyettesítették. Felvették a második albumukat, a Boogadaboogadaboogada!-t, amin Ben is gitározott (később azt mondta, hogy csak a dalok negyedében játszik) és felléptek az Operation Ivy előzenekaraként a 924 Gilman Streetben. Steve Cheese-t kirúgták az együttesből, mivel nem volt hajlandó Chicagón kívül is turnézni, és Brian Verminnel helyettesítették. A Boogadaboogadaboogada! 1988 végén jelent meg a Roadkill Recordsnál, amit részben Ben és Jughead működtetett.
Egy Weasel szavaival élve "katasztrofális" turné után Fish kilépett, a helyét Danny Schafer töltötte be akit eredetileg "Sewercap"-nek hívtak majd átnevezték Danny Vapid-re. Az új együttestagokkal felvettek egy EP-t a Punkhouse-t, amit a Limited Potential Records adott ki. Az együttes felvett még két dalt 1989-ben amik összeállításokra kerültek fel (ezeken a dalokon játszott Douglas Ward mint másodgitáros és több koncerten is fellépett velük) de ennek ellenére feloszlottak mivel Vermin és Vapid bejelentették, hogy ki akarnak lépni és egy másik együttesükre a Sludgeworth-re akarnak koncentrálni.

### Első újraegyesülés (1991-1994)
A feloszlás után Weasel és Jughead megalakították a The Gore Gore Girls nevű együttest, és Ben ritkán fellépett a The Vindictives eredeti felállásában. 1991-ben a Screeching Weasel tagjai újra összeálltak egy koncert erejére, hogy törlesszék az adósságokat amik a Boogadaboogadaboogada felvétele után maradtak. A felállás a következő volt: Ben, Jughead, Vapid, Vermin és Ward. A koncert után Dan Vapid felvetette a Screeching Weasel újraalakulását. Minden tag beleegyezett kivéve Brian Vermin-t és Douglas Ward-ot (akit valószínűleg nem is hívtak). Vermin helyére Dan Panic (eredetileg Dan Sullivan) dobos került. Az 1991-es album a My Brain Hurts felvétele előtt Ben Weasel úgy döntött, hogy jobban akar koncentrálni az éneklésre és többet nem gitározik a zenekarban. Vapid basszusgitárról átváltott gitárra, a Gore Gore Girls korábbi basszusgitárosa pedig belépett a zenekarba. Az album munkálatai alatt született meg a Pervo-Devo EP is.
A My Brain Hurts felvétele után Dave Naked-et kirúgták a zenekarból helyette Scott "Gub" Conway Panic korábbi zenésztársa, ment a zenekarral turnézni. A turné után Johnny Personality a The Vindictives-ből lett a basszusgitáros, mivel Gub már egy másik együtteshez volt elkötelezve. Az 1992es évek végére felvették az új albumukat a Wigle-t. Johnny Personality ezután kilépett a zenekarból, hogy a The Vindictives-re fókuszáljon. Ahelyett, hogy új tagot vettek volna be, Weasel visszatért a gitárhoz Vapid pedig a basszusgitárhoz.
A zenekar új felállását arra kérték, hogy készítsenek egy teljes Ramones album átdolgozást, így született meg az 1992-es Ramones, majd később ugyanabban az évben az Atnthem For A New Tomorrow. Nem sokkal az album megjelenése után Ben úgy döntött nem akar többet élőben játszani, Vapid pedig kilépett. A Screeching Weasel a Green Day basszusgitárosának Mike Dirnt-nek a segítségét kérte a következő albumuk felvételénél, amit az utolsónak szántak. Az 1994-es How To Make Enemies And Irritate People kiadása után, a zenekar másodjára is feloszlott.

### Második újraegyesülés (1996-2001)
1996-ban összeállt a klasszikus felállás, Ben Weasel, John Jughead, Dan Vapid és Dan Panic úgy döntöttek újraegyesülnek és felvették a Bark Like A Dog albumot Fat Mike Fat Wreck Chords lemezkiadójánál. Az album a 34. helyet érte el Billboard Heatseekers listán, ez az album jutott itt a legmagasabbra. Vapid és Panic kölcsönösen úgy döntöttek, hogy elhagyják a zenekart, Weasel és Jughead pedig, hogy folytatják Mass Giorgini basszusgitárossal (aki már dolgozott mint a zenekar producere) és Dan Lumley dobossal. Weasel ismét úgy döntött, hogy nem akar gitározni, így Zac Damon lett a gitáros.
1998-ban az új felállás felvette a Major Label Debut EP-t (az első kiadás a Panic Button Records-nál volt amit abban az évben John és Ben alapított) majd utána a Television City Dream. Az 1999-es albumnál az Emo-nál is ugyanez volt a felállás kivéve Zac Damon-t (iskolai kötelezettségek miatt nem tudta felvenni a lemezt). Philip Hill csatlakozott a zenekarhoz mint másodgitáros, hogy felvegyék az utolsó albumukat a Teen Punks In Heat-et. Az album felvétele után a Screeching Weasel fellépett élőben Chicago-ban a House Of Blues-ban, 1993 óta először. A zenekar 2001. július 6-án harmadjára – állítólag véglegesen – feloszlott.

### A feloszlás után
A Screeching Weasel tagjai a feloszlás óta olyan zenekarokat alapítottak mint a The Methadones, The Mopes, Eve In Blackouts és a Sweet Black And Blue. Továbbá Ben Weasel kiadta első szólóalbumát a Fidatevi-t 2002-ben majd a másodikat a "These Ones Are Better-t 2007-ben.
2004-ben Ben Weasel visszavonta az összes Screeching Weasel és Riverdales mastert a Lookout! Records-tól pénzügyi okok illetve személyes konfliktusok miatt. A masterek következésképp átíratták az Asian Man Records-hoz amely újra ki is adta őket.
A feloszlás óta Ben is és Jughead is írt könyveket, melyek látszólag kapcsolatban voltak a Screeching Weasel-lel. 2001-ben Ben Weasel kiadta Like Hell című könyvét, ami egy kitalált zenekarról szóló beszámoló: ez a Pagan Icons, valamint a zenekar énekese, Joe Pagan, aki a történet narrátora. Sokan úgy gondolták, hogy ez a Creeching Weasel nem túl burkolt biográfiája, de Ben ezt tagadta. Jughead a Weasels In A Box című könyvet adta ki ami egy bevallottan kitalált története a Screeching Weasels-nek. Mindkét könyvet a Hope And Nothings kiadó adta ki, amit Jughead működtet.
A Ben Weasel-ből, Jughead-ből, Dan Vapid-ből, Mass Giorgini-ből és Dan Lumley-ből álló felállás 2004-ben röviden összejött egy meglepetés koncertre a chicagoi The Fireside Bowl klubban. Ennek ellenére nincsenek a zenekar újraegyesülésére irányuló tervek.
2007-ben a zenekar egyik élő fellépése szerepelt a 924 Gilman című filmben, ami egy dokumentumfilm a híres klubról.

## Tagok
- Ben Weasel (Ének/Gitár) (1986-2001, 2004)
- John Jughead (Gitár) (1986-2001, 2004)
- Vinnie Bovine (Basszusgitár) (1986-1988)
- Steve Cheese (Dob) (1986-1988)
- Warren Fish (Basszusgitár) (1988-1990)
- Brian Vermin (Dob) (1988-1989)
- Dan Vapid (Gitár/Basszusgitár) (1989-1994, 1996, 2004)
- Doug Wonderful (Gitár) (1989)
- Dave Naked (Basszusgitár) (1991-1992)
- Scott "Gub" Conway (Basszusgitár) (1992)
- Dan Panic (Dob) (1991-1996)
- Johhny Personality (Basszusgitár) (1992)
- Mike Dirnt (Basszusgitár) (1994)
- Mass Giorgini (Basszusgitár) (1996-2001, 2004)
- Dan Lumley (Dob) (1996-2001, 2004)
- Zac Damon (Gitár) (1997-1998)
- Phillip Hill (Gitár) (2000-2001)

## Zene
A zenekar szövegei Weasel "anti-minden" elvét tükrözték, a zene egyfajta Ramones származék volt. A Ramones-hoz hasonlóan gyakori témák voltak a dakszövegekben a lányok, paranoia és a szorongás (amiben Weasel szenvedett). Sok dal Weasel Portiával, a barátnőjével való kapcsolatára központosult.
Első újraegyesülésükkor a zenéjük átalakult a hagyományos és hardcore punkból a régóta fennálló pop-punk hangzássá.
A zenekar hangzásának középső korszaka határozottan a My Brain Hurts-cel kezdődik, a felnőttkort a Wiggle-lel éri el és teljes megvalósítássá virágzik az Anthem For A New Tomorrow-val. Ezeket illetve azt ezt követő munkákat a komplexebb dalírás és az intelligensebb metafórikus szövegek jellemzik. Ebben az időben Ben Weasel gyakran együtt dolgozott Joe King-gel a The Queers frontemberével aszámok írásánál.
Köszönhetően az írásainak a Maximum RocknRoll-ban, amatőr magazinokban és dalszövegeinek Ben Weasel az egyik legcsípősebb belső kritikusa lett a punk színtérnek. Például az 1999-es "Tightrope" című dalban, Weasel támadást intézett az erőszak és a sovinizmus felmagasztalása ellen amit ő úgy nevezett "kemény fiú, úgynevezett munkásosztály vagy street punk bandák" . Később a Rancid nevű punk zenekar hivatkozott erre a dalra a 2003-as albumukon az Indestructible-ön.

## Diszkográfia

### Stúdió albumok
| Év   | Cím                                     | Kiadó                   | Felállás                                                                                              | Egyéb információk |
| ---- | --------------------------------------- | ----------------------- | --- | --- |
| 1987 | Screeching Weasel                       | Underdog                | Ben Weasel- Vocals John Jughead- Gitár Vinnie Bovine- Basszusgitár Steve Cheese- Dob                  | Újra kiadták a VLM Records-nál további demokkal és kiadatlan számokkal.                                                                      |
| 1988 | Boogadaboogadaboogada!                  | Roadkill                | Ben Weasel- Ének John Jughead- Gitár Warren Ozzfish- Basszusgitár Steve Cheese- Dob                   | Angliában a Wetspots kiadó adta ki, 1992-ben a Lookout! újra kiadta majd 2005-ben az Asian Man Records újra masterelte és újrakiadta.        |
| 1991 | My Brain Hurts                          | Lookout!                | Ben Weasel- Ének John Jughead- Gitár Dan Vapid- Gitár Dave Naked- Basszusgitár Dan Panic- Dob         | 2005-ben az Asian Man Records újra masterelte és újra kiadta.                                                                                |
| 1992 | Ramones                                 | Selfless                | Ben Weasel- Gitár, Ének John Jughead- Gitár Dan Vapid- Basszusgitár Dan Panic- Dob                    | A teljes első Ramones LP feldolgozása. 1998-ban a Panic Button Records újra kiadta Beat Is On The Brat néven.                                |
| 1993 | Wiggle                                  | Lookout!                | Ben Weasel- Ének John Jughead- Gitár Dan Vapid- Gitár Johnny Personality- Basszusgitár Dan Panic- Dob | 1992-ben vették fel de nem adták ki egészen a következő évig. 2005-ben az Asian Man Records újramasterelte és újra kiadta.                   |
| 1993 | Anthem For A New Tomorrow               | Lookout!                | Ben Weasel- Gitár, Ének John Jughead- Gitár Dan Vapid- Basszusgitár Dan Panic- Dob                    | 2005-ben az Asian Man Records újra masterelte és újra kiadta.                                                                                |
| 1994 | How To Make Enemies And Irritate People | Lookout!                | Ben Weasel- Gitár, Ének John Jughead- Gitár Mike Dirnt- Basszusgitár Dan Panic- Drums                 | 2005-ben az Asian Man Records újra masterelte és újra kiadta.                                                                                |
| 1996 | Bark Like A Dog                         | Fat Wreck Chords        | Ben Weasel- Gitár, Ének John Jughead- Gitár Dan Vapid- Basszusgitár Dan Panic- Dob                    | |
| 1998 | Television City Dream                   | Fat Wreck Chords        | Ben Weasel-Ének John Jughead- Gitár Zac Damon-Gitár Mass Giorgini-Basszusgitár Dan Lumley-Dob         | Az album borítóját Aldo Giorgini, híres olasz művész és a Screeching Weasel édesapja a basszusgitáros és producer Mass Giorgini készítették. |
| 1999 | Emo                                     | Panic Button            | Ben Weasel- Ének, Gitár John Jughead- Gitár Mass Giorgini-Basszusgitár Dan Lumley-Dob                 | |
| 2000 | Teen Punks In Heat                      | Panic Button / Lookout! | Ben Weasel- Ének John Jughead- Gitár Phillip Hill- Gitár Mass Giorgini-Basszusgitár Dan Lumley-Dob    | Állítólag az utolsó albumuk. |

### Válogatás albumok
| Év   | Cím                   | Kiadó                   | Felállás | Egyéb információk                                                            |
| ---- | --------------------- | ----------------------- | -------- | ---------------------------------------------------------------------------- |
| 1995 | Kill the Musicians    | Lookout!                |          | Demók, ritka, kiadatlan és élő számok gyűjteménye.                           |
| 1998 | Beat Is On The Brat   | Panic Button / Lookout! |          | A Ramones és a Formula 27 kombinációja.                                      |
| 2000 | Thank You Very Little | Panic Button / Lookout! |          | Dupla CD, több b-oldalas ritka és élő szám.                                  |
| 2005 | Weasel Mania          | Fat Wreck Chords        |          | Legjobbak összeállítás amin 34 dal szerepel amiket Ben Weasel válogatott ki. |

### Középlemezek
| Év   | Cím                                    | Kiadó                   | Egyéb Információk |
| ---- | -------------------------------------- | ----------------------- | --- |
| 1989 | Punkhouse                              | Limited Potential       | No Budget Records újra kiadta 1991-ben; Selfless Records újra kiadta 1993-ban; kifogyott |
| 1991 | Pervo-Devo                             | Shred of Dignity        | eredetileg 2500 lett megnyomva és kiadva a "Teens Punk In Heat" nevű amatőr magazin utolsó számával amit Ben Weasel szerkesztett; 450 lett megnyomva 1992-ben és a kiadó Outpunk névre váltott; kifogyott      |
| 1992 | Snappy Answers to Stupid Questions     | Selfless                | A WFMU-n adásban adott koncert New Jersey-ben; 1500 lett kinyomva amin a turné basszusitáros Scott 'Gub' Conway hallható; kifogyott                                                                            |
| 1992 | Happy, Horny, Gay And Sassy            | Selfless                | Alapvetően az előző EP újranyomása, még 3 számmal ugyanarról a koncertről, 300 lett kinyomva két borítóval, az egyik olyan mint az előző felvételé a másikok egy férfi orálisan szexel egy másikkal; kifogyott |
| 1993 | Screeching Weasel/Pink Lincolns split  | VML                     | 1500 lett kinyomva; kifogyott |
| 1993 | Radio Blast                            | Underdog                | 200 lett megnyomva; kifogyott |
| 1993 | You Broke My Fucking Heart             | Lookout!                | kifogyott |
| 1994 | Screeching Weasel / Born Against split | Lookout!                | kifogyott |
| 1994 | Suzanne Is Getting Married             | Lookout!                | Az egyik számban Mike Dirnt (Green Day) játszik basszusgitáron, a másikon Mass Giorgini; kifogyott |
| 1996 | Formula 27                             | Veriform                | Később újra kiadta a Lookout! illetve a Panic Button; maradékok a Bark Like A Dog időszakból; kifogyott |
| 1998 | Major Label Debut                      | Lookout! / Panic Button | Az első Panic Button kiadás. |
| 1999 | Four on the Floor                      | Lookout! / Panic Button | Négy szám, egyenként a Screeching Weasel-től, a Moral Crux-tól, az Enemy You-tól és a Teen Idols-tól. |
| 1999 | Jesus Hates You                        | Probe                   | képlemez; mind átdolgozások számok (The Stooges, Subhumans, Stiff Little Fingers) |

### Más közreműködések
| Év   | Cím                                                                  | Kiadó                          | Közreműködött szám(ok) / Egyéb információk                                                                                          |
| ---- | -------------------------------------------------------------------- | ------------------------------ | --- |
| 1989 | What Are You Pointing At?                                            | Very Small Records             | "Kamala's Too Nice", "I Wanna Be A Homosexual"                                                                                      |
| 1989 | There's A Fungus Amongus                                             | What The Fuck?                 | "Slogans" |
| 1989 | They Don't Get Paid, They Don't Get Laid, But Boy, Do They Work Hard | Maximum Rocknroll              | "This Bud's For Me" |
| 1990 | Achtung Chicago                                                      | Underdog                       | "Teenage Slumber Party" |
| 1992 | Four Two Pudding                                                     | Very Small Records             | "Kamala's Too Nice", "I Wanna Be A Homosexual"; CD kiadása a What Are You Poiting At? 10"; újra kiadták 1998-ban új illusztrációval |
| 1993 | It's A Punk Thing, You Wouldn't Understand                           | Shakefork                      | "Celena" |
| 1994 | Fallen Upon Deaf Ears                                                | Skullduggery                   | "Soap Opera" |
| 1994 | Chairman Of The Bored                                                | Grass                          | "Chicago" |
| 1994 | Punk USA                                                             | Lookout                        | "My Friends Are Getting Famous" |
| 1997 | Physical Fatness – Fat Music Volume III                              | Fat Wreck Chords               | "Cool Kids" |
| 1999 | Life In The Fat Lane – Fat Music Volume IV                           | Fat Wreck Chords               | "Dummy Up" |
| 1999 | Return of the Read Menace                                            | G7 Welcoming Committee Records | "My Own World" |
| 1999 | Short Music For Short People                                         | Fat Wreck Chords               | "Dirty Needles" |
| 2000 | Liberation Sucks                                                     | Liberation                     | "California Sucks" |
| 2000 | Lookout Freakout                                                     | Lookout / Panic Button         | "Acknowledge" |
| 2001 | Lookout Freakout – Episode 2                                         | Lookout                        | "Pauline" |

## Fordítás
- Ez a szócikk részben vagy egészben  a   Screeching Weasel című angol Wikipédia-szócikk fordításán alapul.  Az eredeti cikk szerkesztőit annak laptörténete sorolja fel. Ez a jelzés csupán a megfogalmazás eredetét és a szerzői jogokat jelzi, nem szolgál a cikkben szereplő információk forrásmegjelöléseként.